# 아스나위 망쿠알람
아스나위 망쿠알람 바하르(인도네시아어: Asnawi Mangkualam Bahar, 1999년 10월 4일 ~ )는 인도네시아의 축구 선수로, 현재 태국 리그 1의 포트 FC에서 수비수로 활동 중이며  인도네시아 대표팀의 주장직을 맡고 있다.

## 구단 경력

### 페르시바 발릭파판
2016년 페르시바 발릭파판에서 선수 생활을 시작하여 만 17세 5일의 나이로 리그 데뷔골을 터뜨리며 리그 최연소 득점자에 이름을 올리는 등 리그 8경기 2골의 기록을 남겼다.

### PSM 마카사르
2017 시즌을 앞두고 고향팀인 PSM 마카사르로 이적하여 4년간 62경기 2골을 기록하며 2017년 리가 1 3위, 2018년 리가 1 준우승, 2018-19 인도네시아컵 우승, 2019년 AFC컵 동남아권 4강 진출 등에 기여한 것은 물론 인도네시아컵 최우수 신인상, 인도네시아 1부 리그 2019 시즌의 팀으로 선정되었으며 2019년 인도네시아 축구 시상식에서는 가장 인기 있는 신인 선수상에 이름을 올리는 등 맹활약을 펼쳤다.

### 안산 그리너스
그 뒤 인도네시아 대표팀의 감독으로 취임한 신태용 감독의 추천으로 2021년 1월 19일 K리그2 안산 그리너스로의 이적을 확정지으며 데뷔 이후 첫 해외 진출에 성공했으며 3월 28일 K4리그의 양평 FC와의 2021년 FA컵 64강전(2라운드)에서 안산 그리너스 소속으로 첫 경기를 치렀다.
이후 2022년 7월 23일 안산와스타디움에서 열린 김포 FC와의 2022년 K리그2 28라운드 경기에서 한국 무대에 진출한지 1년 6개월만에 데뷔골을 신고하며 팀의 3-1 완승을 이끄는 등 2022 시즌까지 2시즌동안 공식전 42경기 2골을 기록했다.

### 전남 드래곤즈
2022 시즌을 마친 뒤 2023년 1월 27일 같은 K리그2 소속팀인 전남 드래곤즈 이적을 확정지은 뒤 전남 이적 후 2023 시즌 공식전 27경기에 출전했고 비록 팀은 포스트시즌에는 오르지 못했지만 전 시즌 리그 11위에 머물렀던 팀 순위를 4계단 끌어올리는데 크게 기여했으며 2023 시즌을 끝으로 전남과의 계약을 해지했다.

### 포트 FC
전남과의 계약을 해지하며 3년간의 한국 생활을 정리한 후 2023년 AFC 아시안컵 기간 중이던 2024년 1월 26일 태국 리그 1의 포트 FC 입단을 확정지었다.

## 국가대표팀 경력

### 인도네시아 청소년 대표팀
2013년부터 2018년까지 인도네시아 U-17 대표팀, 인도네시아 U-20 대표팀의 일원으로 22경기를 소화하며 2013년 AFF U-16 챔피언십 준우승, 2017년과 2018년 AFF U-19 챔피언십 4강 진출에 기여했다.
이후 2017년부터 U-23 대표팀에 차출된 뒤 총 24경기를 소화하면서 인도네시아 U-23팀의 2017년 동남아시아 경기 대회 동메달, 2019년 동남아시아 경기 대회 은메달, 2019년 AFF U-23 챔피언십 우승 등에 공헌했다.

### 인도네시아 A대표팀
2017년 3월 21일 인도네시아 성인대표팀 소속으로 미얀마와의 친선 경기에서 A매치 데뷔전을 치렀고 2021년 12월 12일 라오스와의 2020년 아세안 챔피언십 B조 조별리그 2차전에서 A매치 데뷔 4년만에 첫 골을 신고하는 등 1골·1어시스트로 팀의 5-1 대승에 기여했다.
그 후 이 대회에서 인도네시아 대표팀의 주장으로 조별리그 전 경기는 물론 준결승 2경기와 결승 2경기까지 모두 소화하며 팀의 5년만의 결승 진출 및 준우승의 성과를 이끌어냈고 인도네시아 U-23 대표팀의 일원으로 코로나19 범유행의 여파로 연기된 2021년 동남아시아 경기 대회에도 출전하여 팀의 3회 연속 동남아시아 경기 대회 메달 획득에 기여했다.
그리고 2022년 6월에 열린 2023년 AFC 아시안컵 3차 예선 A조 3경기에 모두 선발 출전하여 홈팀이자 1980년 AFC 아시안컵 우승팀인 쿠웨이트와 최약체팀인 네팔을 상대로 맹활약을 펼치면서 16년만의 인도네시아의 통산 5번째 아시안컵 본선 진출의 쾌거를 이끌었다.
그로부터 1년 7개월 후에 열린 2023년 AFC 아시안컵 본선에도 출전하여 같은 동남아시아 라이벌 베트남과의 D조 조별리그 2차전에서 페널티킥으로 선제골이자 결승골을 터뜨리며 인도네시아의 아시안컵 본선 통산 3번째 승리와 함께 사상 첫 메이저 대회 16강 진출의 발판을 마련했다.
그리고 2026년 FIFA 월드컵 아시아 지역 2차 예선에서도 6경기에 모두 선발로 출전하여 같은 동남아시아팀인 베트남, 필리핀을 제치고 인도네시아 축구 역사상 첫 월드컵 최종 예선 진출 및 2회 연속이자 통산 6번째 아시안컵 본선 진출이라는 쾌거를 이끌었다.

## 수상 내역

### 클럽
PSM 마카사르
- 리가 1 : 준우승 (2018), 3위 (2017)
- 피알라 인도네시아 : 우승 (2018-19)

### 국가대표팀
인도네시아 U-17
- 아세안 U-16 챔피언십 : 준우승 (2013)

 인도네시아 U-20
- 아세안 U-19 챔피언십 : 3위 (2017, 2018)

 인도네시아 U-23
- 동남아시아 경기 대회 : 은메달 (2019), 동메달 (2017, 2021)
- 아세안 U-23 챔피언십 : 우승 (2019)

 인도네시아
- 아세안 챔피언십 : 준우승 (2020), 4강 (2022)

### 개인
- 피알라 인도네시아 신인상 : 2019
- 리가 1 올해의 팀 : 2019
- 인도네시아 축구 어워즈 가장 좋아하는 신인 선수상 : 2019
- K리그2 이달의 선수상 : 2021년 4월